# Notgrundet (väster om Melkö, Helsingfors)
Notgrundet, finska: Nuottakari, är en ö i Finland. Den ligger i Finska viken och i kommunen Helsingfors i landskapet Nyland, i den södra delen av landet. Ön ligger nära Helsingfors.
Öns area är 1,1 hektar och dess största längd är 190 meter i nord-sydlig riktning. Närmaste större samhälle är Helsingfors, 8,1 km nordost om Notgrundet.